# Stawiszyn-Zwalewo (Mazovia)
Stawiszyn-Zwalewo [pronunciación en polaco: /staˈviʂɨn zvaˈlɛvɔ/] es un pueblo ubicado en el distrito administrativo de Gmina Bieżuń, dentro del Condado de Żuromin, Voivodato de Mazovia, en el este de Polonia central. Se encuentra aproximadamente a 8 kilómetros al noreste de Bieżuń, a 11 kilómetros al sureste de Żuron, y a 110 kilómetros al noroeste de Varsovia.